# Porcupinychus evexus
Porcupinychus evexus är en spindeldjursart som beskrevs av Meyer 1974. Porcupinychus evexus ingår i släktet Porcupinychus och familjen Tetranychidae. Inga underarter finns listade i Catalogue of Life.